# Yasmine Kassari
Yasmine Kassari (in arabo ياسمين قصري‎?; Jerada, 3 ottobre 1972) è una sceneggiatrice e regista marocchina.

## Biografia
Yasmine Kassari ha studiato cinema all'INSAS di Bruxelles dove si è diplomata nel 1997. Nello stesso anno ha scritto la sceneggiatura del lungometraggio L'enfant endormi che ha vinto numerosi premi tra cui il Trophée du 1er scénario jeunes talents CNC/Paris nel 2003.
Nel 1995 ha scritto e diretto il cortometraggio Chiens errants, nel 2000 il mediometraggio Quand les hommes pleurent, per il quale ha vinto numerosi premi tra cui Miglior documentario cinematografico al 4° ZIFF di Zanzibar, e nel 2002 il cortometraggio Lynda et Nadia.

## Filmografia
- Chiens errants (1995)
- Quand les hommes pleurent (2000)
- L'Enfant endormi (2004)